# Élections législatives de 1981 dans la Somme
Les élections législatives françaises de 1981 dans la Somme se déroulent les 14 et 21 juin. Dans le département de la Somme, 5 députés étaient à élire dans 5 circonscriptions.

## Élus
| Circonscription | Député sortant       | Parti | Parti         | Député élu ou réélu | Parti | Parti         |
| --------------- | -------------------- | ----- | ------------- | ------------------- | ----- | ------------- |
| 1re             | Maxime Gremetz       |       | PCF           | Jean-Claude Dessein |       | PS            |
| 2e              | Jean-Louis Massoubre |       | RPR           | Jacques Fleury      |       | PS            |
| 3e              | Michel Couillet      |       | PCF           | Michel Couillet     |       | PCF           |
| 4e              | Chantal Leblanc      |       | PCF           | Jacques Becq        |       | PS            |
| 5e              | André Audinot        |       | Divers droite | André Audinot       |       | Divers droite |

## Positionnement des partis
La majorité sortante UDF-RPR-CNIP se présente sous le sigle « Union pour la nouvelle majorité », le Parti socialiste unifié sous l'étiquette « Alternative 81 ».

## Résultats

### Résultats à l'échelle du département
| Parti                 | Parti                              | Premier tour | Premier tour | Second tour | Second tour | Sièges |
| Parti                 | Parti                              | Voix         | %            | Voix        | %           | Sièges |
| --------------------- | ---------------------------------- | ------------ | ------------ | ----------- | ----------- | ------ |
|                       | Parti socialiste                   | 87 470       | 30,39        | 132 585     | 43,95       | 3      |
|                       | Parti communiste français          | 76 738       | 26,66        | 31 123      | 10,32       | 1      |
|                       | Majorité présidentielle            | 164 208      | 57,05        | 163 708     | 54,27       | 4      |
|                       |                                    |              |              |             |             |        |
|                       | Rassemblement pour la République   | 62 729       | 21,79        | 78 784      | 26,12       | 0      |
|                       | Divers droite                      | 31 037       | 10,78        | 31 640      | 10,49       | 1      |
|                       | Union pour la démocratie française | 24 438       | 8,49         | 27 535      | 9,13        | 0      |
|                       | Union pour la nouvelle majorité    | 118 204      | 41,07        | 137 959     | 45,73       | 1      |
|                       |                                    |              |              |             |             |        |
|                       | Extrême gauche                     | 1 870        | 0,65         |             |             | 0      |
|                       | Divers gauche                      | 1 843        | 0,64         | 0           |             |        |
|                       | Divers écologiste                  | 1 091        | 0,38         | 0           |             |        |
|                       | Front national                     | 630          | 0,22         | 0           |             |        |
|                       |                                    |              |              |             |             |        |
| Inscrits              | Inscrits                           | 372 632      | 100,00       | 372 593     | 100,00      | 5      |
| Abstentions           | Abstentions                        | 80 811       | 21,69        | 63 907      | 17,15       |        |
| Votants               | Votants                            | 291 821      | 78,31        | 308 686     | 82,85       |        |
| Blancs et nuls        | Blancs et nuls                     | 3 975        | 1,36         | 7 019       | 2,27        |        |
| Exprimés              | Exprimés                           | 287 846      | 98,64        | 301 667     | 97,73       |        |
| Source : data.gouv.fr |                                    |              |              |             |             |        |

### Résultats par circonscription

#### Première circonscription (Amiens)
| Candidat              | Candidat                | Parti          | Premier tour | Premier tour | Second tour | Second tour |  |
| Candidat              | Candidat                | Parti          | Voix         | %            | Voix        | %           |  |
| --------------------- | ----------------------- | -------------- | ------------ | ------------ | ----------- | ----------- |  |
|                       | Jean-Claude Dessein élu | PS             | 23 251       | 34,75        | 42 306      | 60,57       |  |
|                       | Maxime Gremetz sortant  | PCF            | 19 133       | 28,60        | Retrait     | Retrait     |  |
|                       | Gilles de Robien        | UDF (PR) (UNM) | 17 542       | 26,22        | 27 535      | 39,43       |  |
|                       | Gérard Montigny         | RPR (UNM)      | 4 779        | 7,14         |             |             |  |
|                       | Yves Briançon           | PSU            | 881          | 1,32         |             |             |  |
|                       | Maryse Pernot           | LO             | 691          | 1,03         |             |             |  |
|                       | Roland Gaucher          | FN             | 630          | 0,94         |             |             |  |
|                       |                         |                |              |              |             |             |  |
| Inscrits              | Inscrits                | Inscrits       | 96 361       | 100,00       | 96 360      | 100,00      |  |
| Abstentions           | Abstentions             | Abstentions    | 28 543       | 29,62        | 24 671      | 25,6        |  |
| Votants               | Votants                 | Votants        | 67 818       | 70,38        | 71 689      | 74,4        |  |
| Blancs et nuls        | Blancs et nuls          | Blancs et nuls | 911          | 1,34         | 1 848       | 2,58        |  |
| Exprimés              | Exprimés                | Exprimés       | 66 907       | 98,66        | 69 841      | 97,42       |  |
| Source : Data.gouv.fr |                         |                |              |              |             |             |  |

#### Deuxième circonscription (Montdidier)
| Candidat              | Candidat                     | Parti          | Premier tour | Premier tour | Second tour | Second tour |  |
| Candidat              | Candidat                     | Parti          | Voix         | %            | Voix        | %           |  |
| --------------------- | ---------------------------- | -------------- | ------------ | ------------ | ----------- | ----------- |  |
|                       | Jacques Fleury élu           | PS             | 19 457       | 35,70        | 31 848      | 55,59       |  |
|                       | Jean-Louis Massoubre sortant | RPR (UNM)      | 17 852       | 32,75        | 25 438      | 44,41       |  |
|                       | Claude Lemoine               | PCF            | 12 562       | 23,05        | Retrait     | Retrait     |  |
|                       | Jean-François Lherbier       | UDF (Rad)      | 3 311        | 6,07         |             |             |  |
|                       | Jacques Durand               | Divers gauche  | 957          | 1,75         |             |             |  |
|                       | Jean Rousseau                | UGP            | 366          | 0,67         |             |             |  |
|                       |                              |                |              |              |             |             |  |
| Inscrits              | Inscrits                     | Inscrits       | 69 530       | 100,00       | 69 517      | 100,00      |  |
| Abstentions           | Abstentions                  | Abstentions    | 14 338       | 20,62        | 11 147      | 16,03       |  |
| Votants               | Votants                      | Votants        | 55 192       | 79,38        | 58 370      | 83,97       |  |
| Blancs et nuls        | Blancs et nuls               | Blancs et nuls | 687          | 1,24         | 1 084       | 1,86        |  |
| Exprimés              | Exprimés                     | Exprimés       | 54 505       | 98,76        | 57 286      | 98,14       |  |
| Source : Data.gouv.fr |                              |                |              |              |             |             |  |

#### Troisième circonscription (Ault - Poix-de-Picardie)
| Candidat              | Candidat                      | Parti          | Premier tour | Premier tour | Second tour | Second tour |  |
| Candidat              | Candidat                      | Parti          | Voix         | %            | Voix        | %           |  |
| --------------------- | ----------------------------- | -------------- | ------------ | ------------ | ----------- | ----------- |  |
|                       | Jérôme Bignon                 | RPR (UNM)      | 24 108       | 41,57        | 29 073      | 48,30       |  |
|                       | Michel Couillet sortant réélu | PCF            | 19 144       | 33,01        | 31 123      | 51,70       |  |
|                       | Pierre Hiard                  | PS             | 13 898       | 23,96        | Retrait     | Retrait     |  |
|                       | José Faure                    | MRG            | 847          | 1,46         |             |             |  |
|                       |                               |                |              |              |             |             |  |
| Inscrits              | Inscrits                      | Inscrits       | 71 010       | 100,00       | 71 002      | 100,00      |  |
| Abstentions           | Abstentions                   | Abstentions    | 12 192       | 17,17        | 9 046       | 12,74       |  |
| Votants               | Votants                       | Votants        | 58 818       | 82,83        | 61 956      | 87,26       |  |
| Blancs et nuls        | Blancs et nuls                | Blancs et nuls | 821          | 1,4          | 1 760       | 2,84        |  |
| Exprimés              | Exprimés                      | Exprimés       | 57 997       | 98,6         | 60 196      | 97,16       |  |
| Source : Data.gouv.fr |                               |                |              |              |             |             |  |

#### Quatrième circonscription (Abbeville)
| Candidat       | Candidat                 | Parti            | Premier tour | Premier tour | Second tour | Second tour |  |
| Candidat       | Candidat                 | Parti            | Voix         | %            | Voix        | %           |  |
| -------------- | ------------------------ | ---------------- | ------------ | ------------ | ----------- | ----------- |  |
|                | Joël Hart                | RPR (UNM)        | 15 990       | 30,79        | 24 273      | 45,02       |  |
|                | Jacques Becq élu         | PS               | 14 731       | 28,36        | 29 646      | 54,98       |  |
|                | Chantal Leblanc sortante | PCF              | 14 322       | 27,57        | Retrait     | Retrait     |  |
|                | Alain Jacques            | UDF (MDSF) (UNM) | 6 896        | 13,28        |             |             |  |
|                |                          |                  |              |              |             |             |  |
| Inscrits       | Inscrits                 | Inscrits         | 64 980       | 100,00       | 64 975      | 100,00      |  |
| Abstentions    | Abstentions              | Abstentions      | 12 233       | 18,83        | 9 539       | 14,68       |  |
| Votants        | Votants                  | Votants          | 52 747       | 81,17        | 55 436      | 85,32       |  |
| Blancs et nuls | Blancs et nuls           | Blancs et nuls   | 808          | 1,53         | 1 517       | 2,74        |  |
| Exprimés       | Exprimés                 | Exprimés         | 51 939       | 98,47        | 53 919      | 97,26       |  |

#### Cinquième circonscription (Péronne)
| Candidat              | Candidat                    | Parti               | Premier tour | Premier tour | Second tour | Second tour |  |
| Candidat              | Candidat                    | Parti               | Voix         | %            | Voix        | %           |  |
| --------------------- | --------------------------- | ------------------- | ------------ | ------------ | ----------- | ----------- |  |
|                       | André Audinot sortant réélu | Divers droite (UNM) | 26 769       | 47,38        | 31 640      | 52,36       |  |
|                       | Jean Blas                   | PS                  | 16 133       | 28,55        | 28 785      | 47,59       |  |
|                       | Jean Goubet                 | PCF                 | 11 577       | 20,49        | Retrait     | Retrait     |  |
|                       | André Demoyencourt          | Divers écologiste   | 1 091        | 1,93         |             |             |  |
|                       | Louis Couderc               | Divers gauche       | 630          | 1,12         |             |             |  |
|                       | Patrick Rohaut              | PSU                 | 298          | 0,53         |             |             |  |
|                       |                             |                     |              |              |             |             |  |
| Inscrits              | Inscrits                    | Inscrits            | 70 751       | 100,00       | 70 739      | 100,00      |  |
| Abstentions           | Abstentions                 | Abstentions         | 13 505       | 19,09        | 9 504       | 13,44       |  |
| Votants               | Votants                     | Votants             | 57 246       | 80,91        | 61 235      | 86,56       |  |
| Blancs et nuls        | Blancs et nuls              | Blancs et nuls      | 748          | 1,31         | 810         | 1,32        |  |
| Exprimés              | Exprimés                    | Exprimés            | 56 498       | 98,69        | 60 425      | 98,68       |  |
| Source : Data.gouv.fr |                             |                     |              |              |             |             |  |